# SAS Institute
SAS Institute, Inc. – amerykańskie przedsiębiorstwo informatyczne z siedzibą w Cary, w Karolinie Północnej. Przedsiębiorstwo powstało w 1976 roku, a jego właścicielami są James Goodnight i John Sall. Prezesem niezmiennie od początku istnienia przedsiębiorstwa jest James Goodnight.

## Historia
W drugiej połowie lat 60., w ramach grantu ogłoszonego przez National Institutes of Health w Stanach Zjednoczonych, James Goodnight wraz ze współpracownikami z North Carolina State University stworzył program statystyczny – Statistical Analysis System (SAS), który miał analizować dane gromadzone przez Departament Rolnictwa. Do realizacji projektu, oprócz Goodnighta, oddelegowani zostali Jim Barr, John Sall i Jane Helwig. Program znalazł szerokie uniwersalne zastosowanie, i na początku lat 70. licencje SAS zaczęły kupować firmy komercyjne: banki, firmy ubezpieczeniowe i farmaceutyczne. 1 lipca 1976 roku, Goodnight, Barr, Sall i Helwig założyli SAS Institute Inc. W późniejszym czasie Barr i Helwig sprzedali swoje udziały w firmie. W 1978 roku firma zatrudniała 21 osób i posiadała 600 klientów. W 1980 roku, w Wielkiej Brytanii, SAS otworzył pierwszy zagraniczny oddział. W latach 90. firma rozrosła się w korporację globalną.

## Działalność

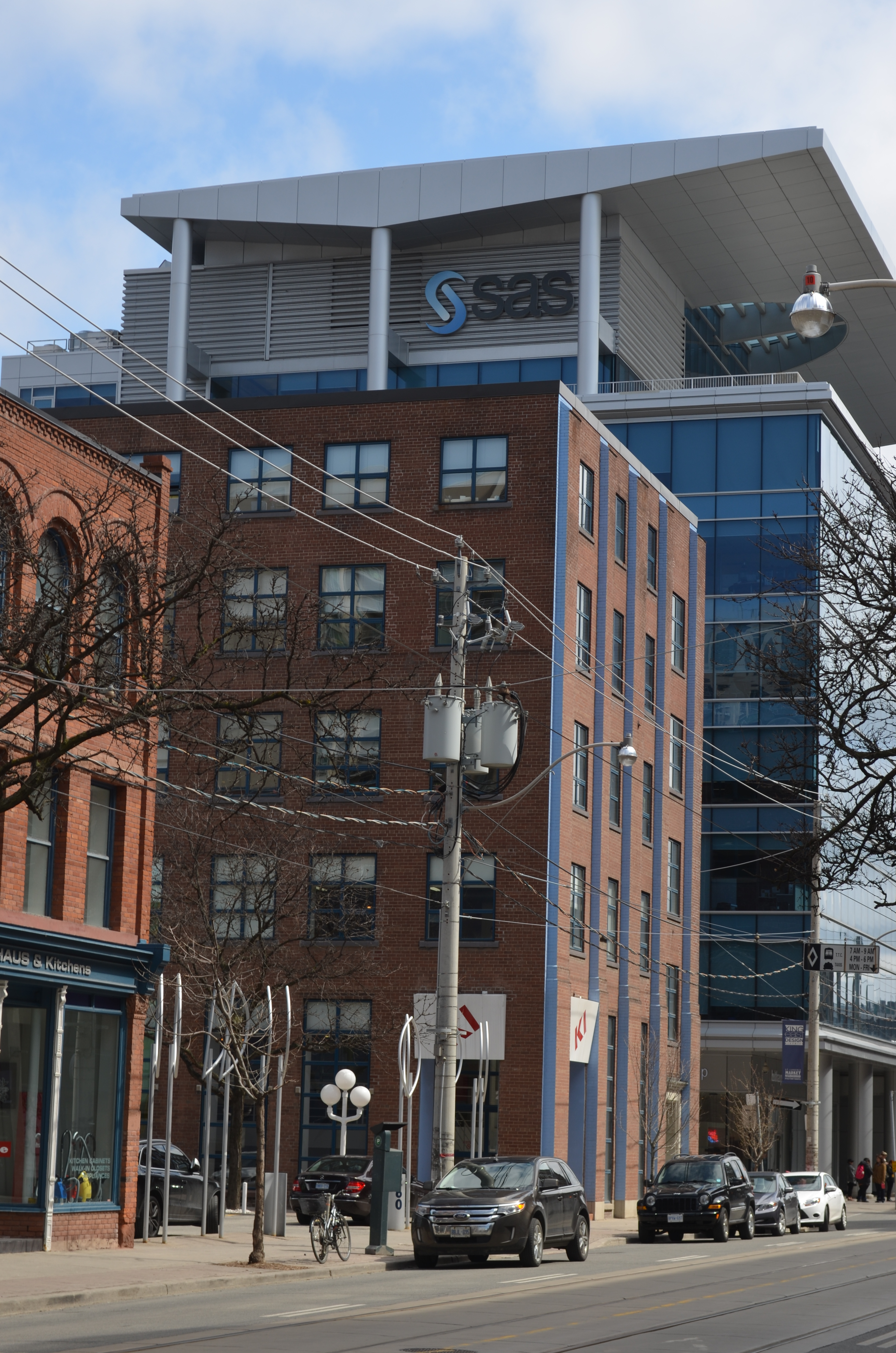
Biuro SAS w Toronto

SAS Institute globalnie posiada największy udział w rynku zaawansowanej analityki. Według raportu firmy IDC Worldwide Business Analytics Software Market Shares, 2015 udział SAS w tym rynku wynosi 31,5%. SAS jest również pozycjonowany przez analityków rynku jako wiodący dostawca technologii w takich obszarach, jak analityka biznesowa, data management, marketing cyfrowy, customer intelligence, fraud detection, zarządzanie ryzykiem. Przedsiębiorstwo obsługuje globalnie 80 tys. klientów w prawie 150 państwach. W 2015 roku globalne przychody SAS wyniosły 3,16 mld USD.

### Oprogramowanie
Oprogramowanie SAS to zintegrowana i kompleksowa platforma analityczna zawierająca pakiet rozwiązań do zarządzania danymi, wizualizacji danych i raportowania, zaawansowanej analityki, prognozowania, symulacji i optymalizacji. Podstawą funkcjonowania platformy oprogramowania SAS jest język SAS 4GL. Został on stworzony specjalnie dla łatwego realizowania zadań w zakresie przygotowania i analizy danych oraz ich statystycznego opracowania. Oprogramowanie SAS zawiera zarówno interfejsy programistyczne, pozwalające na tworzenie i uruchamianie kodu w języku SAS 4GL, jak i interfejsy graficzne przeznaczone dla użytkowników biznesowych i projektantów systemów informatycznych.
Rozwiązania SAS umożliwiają pozyskanie, integrację i uporządkowanie danych pochodzących z różnych źródeł, również danych nieustrukturyzowanych, takich jak np. dane tekstowe (text analytics), oraz ich wielowymiarową i zaawansowaną analizę. Oprogramowanie SAS wykorzystuje przetwarzanie rozproszone i technologię in-memory, które umożliwiają analizę wielkich zbiorów danych (big data), skrócenie czasu niezbędnego do przygotowania modeli analitycznych i optymalizację pracy zespołów analityków. Oprogramowanie można integrować z różnorodnymi aplikacjami, bazami danych i systemami operacyjnymi. SAS dostarcza środowisko analityczne dla dowolnej liczby użytkowników i oferuje szeroki wybór funkcjonalności, od prostych raportów po złożone analizy biznesowe, które można udostępniać w przeglądarce internetowej, poprzez urządzenia mobilne i aplikacje Microsoft Office.
Technologia SAS jest fundamentem dla gotowych rozwiązań biznesowych dedykowanych do wsparcia obszarów, m.in. zarządzania relacjami z klientem, wsparcia sprzedaży i marketingu, zarządzania finansami i ryzykiem, wykrywania nadużyć, zarządzania łańcuchem dostaw i prognozowania popytu.

### Program akademicki
SAS na świecie i w Polsce aktywnie współpracuje z sektorem akademickim. Oprogramowanie SAS jest wykorzystywane zarówno w dydaktyce, jak i projektach badawczych. W ramach Programu Akademickiego SAS prowadzone są na uczelniach, także w Polsce, certyfikowane ścieżki przedmiotowe, specjalizacje i studia podyplomowe. Umożliwiają one studentom zdobycie podstawowych umiejętności w zakresie analizy danych w środowisku SAS. Studenci mogą korzystać z dostępnego online bezpłatnego pakietu SAS University Edition. Inną opcją jest SAS OnDemand for Academics – zestaw produktów SAS udostępniany w wirtualnej chmurze poprzez przeglądarkę internetową. To gotowe środowisko do prowadzenia zajęć z zakresu statystyki, eksploracji i prognozowania danych. SAS Analytics U to internetowa interaktywna platforma społecznościowa, gdzie znajdują się różne zasoby dla studentów, baza sprawdzonych szkoleń i tutoriali oraz innych materiałów merytorycznych.

### Pracodawca
SAS każdego roku zajmuje wysokie pozycje w rankingach na najlepsze miejsca pracy na całym świecie. Polski oddział SAS zajął 1. miejsce w rankingu Great Place to Work w 2014 roku, zdobywając dodatkowo nagrodę specjalną za szczególne wyczulenie na potrzeby pracowników. SAS przywiązuje dużą wagę do takich aspektów, jak kompleksowe spojrzenie na pracownika, dzielenie się wiedzą, współpraca i rozwój, zaufanie i szacunek, otwarta komunikacja, odpowiedzialność społeczna.

### SAS w Polsce
Polski oddział SAS Institute powstał w 1992 roku. Założycielką i dyrektorem zarządzającym SAS Polska od samego początku jest Alicja Wiecka.
W latach 90. przedsiębiorstwo wdrażało pierwsze hurtownie danych i systemy analityczno–raportowe w największych polskich przedsiębiorstwach i instytucjach. Obecnie SAS Polska dostarcza rozwiązania analityczne do zarządzania marketingiem, sprzedażą, dystrybucją, ryzykiem i wykrywaniem nadużyć. Z oprogramowania i usług SAS korzysta w Polsce ponad 170 klientów, w tym większość banków, główni operatorzy telekomunikacyjni, towarzystwa ubezpieczeniowe, firmy produkcyjne, handlowe i dystrybucyjne, instytucje publiczne, sektor ochrony zdrowia, placówki naukowe i akademickie i inne. W Polsce SAS jest liderem rynku analityki i analityki biznesowej. Według raportu firmy analitycznej PMR, udział SAS w tym rynku wynosi 27%. Firma posiada własną siedzibę w Warszawie przy ulicy Gdańskiej, w której znajduje się również centrum szkoleniowo–konferencyjne – SAS Innovation Hub.